# Mohammed ben Hamad al-Roumhi
Mohammed ben Hamad al-Roumhi  est le ministre du Pétrole et du gaz du sultanat d'Oman. Il occupe également le poste le président du conseil d'Oman Liquefied Natural Gas LLC, la compagnie nationale de gaz liquéfié du sultanat d'Oman créée en 1994,.

## Biographie
Au début de sa carrière professionnelle, Al Rumhy occupe des postes de professeurs académiques en génie pétrolier et occupe le poste de doyen adjoint en ingénierie à l'université Sultan Qaboos à Oman.
Avant d'occuper son poste de ministre, Mohammed bin Hamad al Rumhy est président des raffineries d'Oman et Petrochemicals Company LLC, et notamment vice-président d'Oman Oil Company SAOC. Il est nommé ministre du Pétrole et du Gaz le 16 décembre 1997 et occupe ce poste depuis. Son mandat se caractérise par la transition du pays vers le LNG.
En 2013, il préserve son siège de ministre lors de la mise en place du nouveau gouvernement et critique ouvertement les économies pétrolières du Moyen-orient qui s'appuient sur les subventions d'État pour tourner à l'équilibre. En 2018, il se déclare en faveur d'une réduction mondiale de l'offre mondiale du pétrole brut,.